# Остренко Павло Геннадійович
Павло Геннадійович Остренко (нар. 25 травня 1989, Черкаси, Україна) — український футболіст та футзаліст, півзахисник.

## Клубна кар'єра
Вихованець футбольної школи «Дніпро» (Черкаси).
Професійну кар'єру розпочав в стрийській «Скалі», де виступав впродовж 2009 року. Згодом перебрався до Тернополя де виступав за місцеву «Ниву».
Впродовж 2011—2013 років виступав за аматорські команди. В 2014 році знов повернувся на професійний рівень, де впродовж двох років виступав за «Гірник» та «Миколаїв».
У 2015 році підписав контракт з чернівецькою «Буковиною», де успішно дебютував в кубковому двобої проти «Миколаєва», але наступного дня залишив ряди чернівецької команди.
З 2018 по 2021 рік виступав за першолігові футзальні клуби «Черкаси» та «Автомобіліст-Бульвар» (Житомир), де з урахуванням ігор кубка України провів 17 матчів.